# Mrtvica (Vladičin Han)
Pour les articles homonymes, voir Mrtvica.
Mrtvica (en serbe cyrillique : Мртвица) est un village de Serbie situé dans la municipalité de Vladičin Han, district de Pčinja. Au recensement de 2011, il comptait 297 habitants.

## Démographie
| 1948 | 1953 | 1961 | 1971 | 1981 | 1991 | 2002 | 2011 |
| ---- | ---- | ---- | ---- | ---- | ---- | ---- | ---- |
| 653  | 702  | 738  | 675  | 635  | 501  | 380  | 297  |

|  |